# Take Back the Night
Take Back the Night è un brano musicale dell'artista americano Justin Timberlake estratto come primo singolo dal suo quarto album in uscita, The 20/20 Experience: 2 of 2. Il brano è stato scritto dallo stesso Timberlake insieme a Timbaland e Jerome "J-Roc" Harmon.

## Polemiche
In seguito alla sua pubblicazione, Take Back the Night ha sollevato alcune polemiche per via di un'organizzazione omonima a favore delle donne.

## Video
Il video è ambientato per le strade di Chinatown, a New York, durante la notte, per cui il cantante, vestito con una camicia bianca e nera a forme geometriche, passeggia e si dimena davanti a un negozio di articoli cinesi.

## Classifiche

### Classifiche settimanali
| Classifica (2013) | Posizione massima |
| ----------------- | ----------------- |
| Belgio (Fiandre)  | 26                |
| Belgio (Vallonia) | 45                |
| Canada            | 23                |
| Danimarca         | 37                |
| Francia           | 85                |
| Germania          | 52                |
| Giappone          | 15                |
| Irlanda           | 70                |
| Paesi Bassi       | 38                |
| Regno Unito       | 24                |
| Stati Uniti       | 29                |
| Stati Uniti (Pop) | 14                |
| Svizzera          | 48                |

### Classifiche di fine anno
| Classifica (2013) | Posizione |
| ----------------- | --------- |
| Giappone          | 100       |